# 史匹哲鄰近紅外星系調查

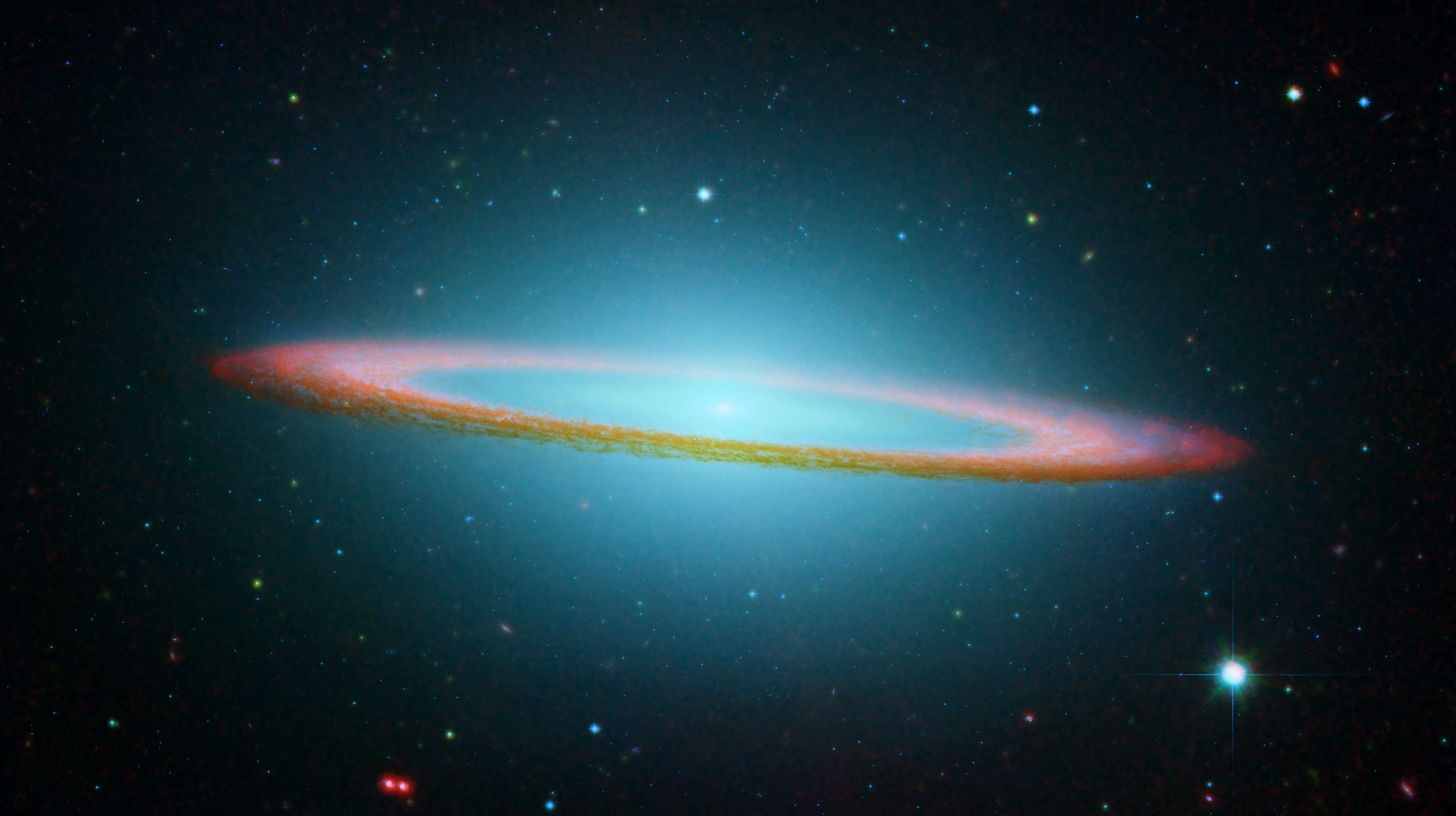
使用來自哈伯太空望遠鏡和SINGS的資料合成的影像。像這張闊邊帽星系的紅外線影像，是目前為止最好的星系樣本影像。

史匹哲鄰近紅外星系調查（SINGS，Spitzer Infrared Nearby Galaxies Survey）是使用史匹哲太空望遠鏡在2003年至2006年間對75個星系進行的調查（研究）。
SINGS是望遠鏡的六個傳世計畫之一，全面蒐集紅外區域的光譜資料，意在連同其它波長的測量，提供洞察恆星形成和發展過程中，在星系內其它過程中的光譜資料。

## 外部連結
- SINGS Legacy Website （页面存档备份，存于）
- Spitzer website （页面存档备份，存于）